# 牧区

上越市の地域自治区。当区は南東部に位置する。

牧区（まきく）は、新潟県上越市南東部に位置する地域自治区。全域が旧東頸城郡牧村にあたり、同村の上越市への合併とともに2005年1月1日に設けられた。

## 地理
- 山 : 前山を代表とする牧峠連山
- 河川 : 飯田川

### 気候
特別豪雪地帯に指定されており、区内の棚広新田では2012年の豪雪の際に575 cmの積雪深を記録した。

## 経済
どぶろく特区に指定されている。宇津俣集落の「雪太郎大根」が特産。

## 教育
- 上越市立牧小学校
- 上越市立牧中学校

## 交通

### バス
- くびき野バス - 高田市街と当区を結ぶ路線（41 宮口線）を運行[4]。
- 市営バス（牧区コミュニティバス） - 区内の支線を運行[5]。

### 道路
- 一般国道
  - 国道405号
- 都道府県道
  - 新潟県道13号上越安塚柏崎線
  - 新潟県道43号上越安塚浦川原線
  - 新潟県道61号柿崎牧線
  - 新潟県道278号牧横住線
  - 新潟県道301号柳島信濃坂線
  - 新潟県道359号上牧棚広線
  - 新潟県道425号高尾田島線

## 名所・旧跡・観光スポット
- 宮口古墳群（国の史跡）・牧歴史民俗資料館
- 牧ふるさと村 自然と憩の森
- 伏兵キャンプ場
- 宇津俣温泉「深山荘」
- マウンテンリバー川上笑学館
- 牧ふれあい体験交流施設
- 弘法清水自然公園
- 鷹羽鉱泉 - 2015年に廃業したが野湯として2017年に復活[6]。
- 大月の棚田
- 池舟城跡

## 祭事・催事
- 牧っこ秋まつり
- 牧っこ雪まつり
- 祭の神
- 牧・縁結びジャンボツリー
- 高尾お茶のみ散歩 - 集落を訪れた人たちに民家を休憩所として開放するイベント[7]。

## 出身有名人
- 金井清一（プロゴルファー）